# Aloe decurva
Aloe decurva é uma espécie de liliopsida do gênero Aloe, pertencente à família Asphodelaceae.